# Kroonblad

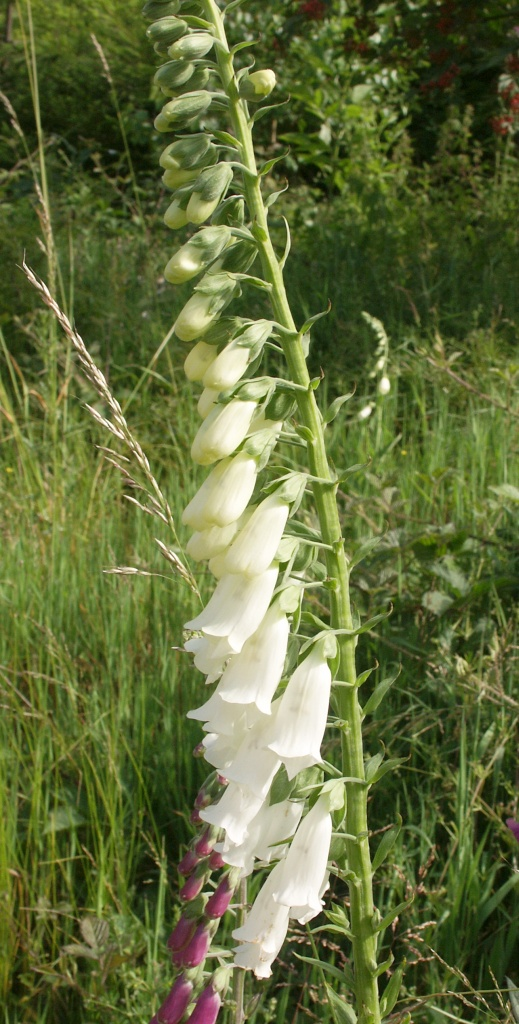
Kroonbuis bij vingerhoedskruid

Een kroonblad, ook wel bloemblad of petaal genoemd, is een onderdeel van de bloemkroon van een bloem en bestaat uit:
- een nagel (het smalle onderste gedeelte),
- een plaat (het brede, platte bovenste gedeelte) en
- soms een spoor (cilindervormige uitzakking van het kroonblad, meestal met nectar).

Kroonbladeren kunnen zeer verschillend van vorm zijn, zoals bij de lipbloemen- en orchideeënfamilie. Ook kunnen ze geheel of gedeeltelijk vergroeid zijn en zo een kroonbuis of bijkroon vormen. Alle kroonbladeren van de bloem samen vormen de bloemkroon (corolla). Kroonbladeren zijn vaak vergezeld door bijzondere bladen, de kelkbladeren, die gezamenlijk de kelk vormen, gelegen juist onder de bloemkroon. De bloemkroon en kelk vormen samen het bloembekleedsel. Als de kroon- en kelkbladeren moeilijk te onderscheiden zijn, worden ze dan collectief tepalen genoemd.

Hoewel kroonbladeren dikwijls de meest opvallende delen van door insecten bezochte bloemen zijn, hebben door de wind bestoven bloemen (bv. grassen) zeer kleine kroonbladeren, of ontbreken ze zelfs. Bloemen die geen kroonbladeren hebben zijn apetaal.

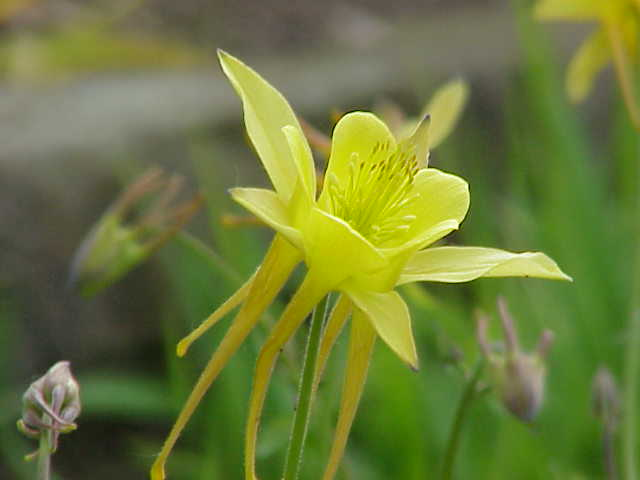
Sporen bij Aquilegia chrysantha

## Functies
De functie en doel van de bloembladeren verschillen van plant tot plant. In het algemeen dienen bloembladeren om sommige delen van de plant te beschermen en om bepaalde bestuivers af te weren of lokken. Met gebruik van beloningen kunnen planten bestuivers aantrekken en een samenwerking vormen waarin de bestuiver deze plant zal beschermen en bestuiven in ruil voor de beloningen, zoals nectar en stuifmeel.

### Geur

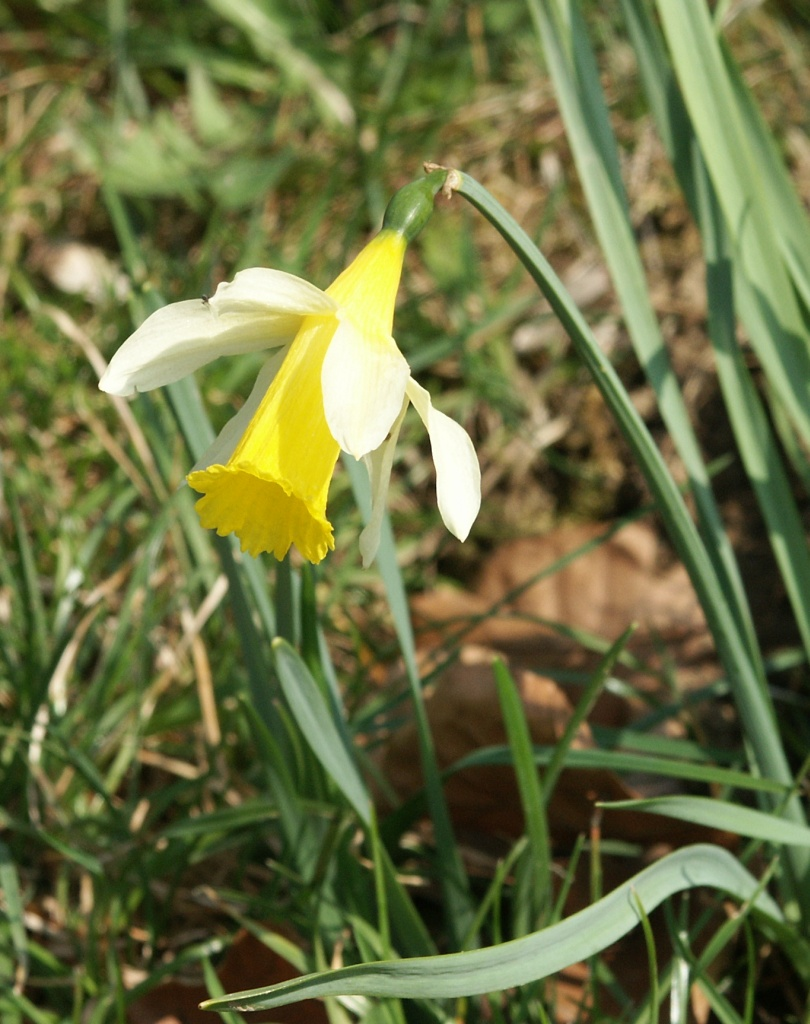
Bijkroon bij Wilde narcis

De bloembladeren kunnen verschillende geuren afscheiden om gewenste bestuivers te lokken of ongewenste bestuivers af te weren. Sommige bloemen kunnen ook geuren nabootsen van materialen zoals rottend vlees bij bijvoorbeeld de gevlekte aronskelk.

### Kleur
Verscheidene kleurkenmerken worden gebruikt door verschillende bloembladeren om bestuivers te lokken, of die slechts overdag actief zijn. Sommige bloemen kunnen de kleur van hun bloembladeren veranderen als een signaal voor de bestuivers om te naderen of om weg te blijven. Vaak weerkaatsen honingmerken UV-licht, waardoor ze goed te zien zijn door bepaalde insecten..

### Vorm en grootte
De vorm en grootte van de bloem en bloembladeren zijn belangrijk in het kiezen van welke soort bestuivers nodig zijn. Grote bloembladeren en bloemen zullen grotere bestuivers aantrekken of vanaf een grote afstand. Gezamenlijk spelen de geur, kleur en vorm van de bloembladeren een grote rol in het lokken/afweren van bepaalde bestuivers en in het voorzien van geschikte omstandigheden voor de bestuiving. Bestuivers zijn onder andere insecten, vogels, vleermuizen en ook de wind of het water.

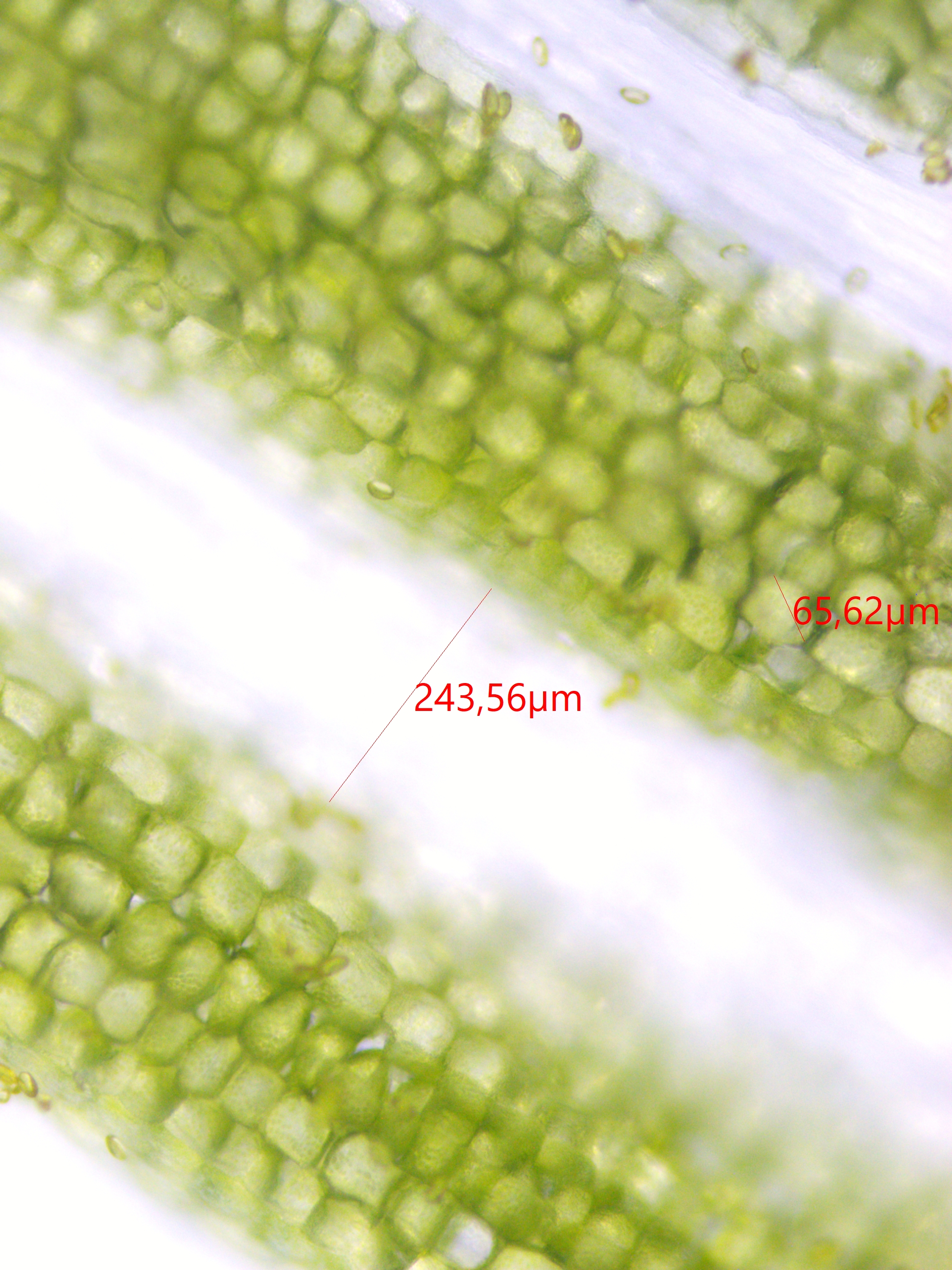
Microscopische foto kroonblad gewoon sneeuwklokje (Galanthus nivalis).